# Мирзоев, Михаил Эхтибар оглы
Михаи́л Эхтиба́р оглы Мирзо́ев (азерб. Mixail Ehtibar oğlu Mirzəyev; род. 27 августа 1922, Баку) ― азербайджанский советский тромбонист и музыкальный педагог, артист оркестра Бакинской филармонии, солист оркестра Азербайджанского театра оперы и балета, Заслуженный артист Азербайджанской ССР (1982).

## Биография
Михаил Мирзоев окончил Бакинское музыкальное училище в 1946 году по классу Сергея Булатова. У него же он впоследствии закончил Бакинскую консерваторию.
С 1948 года Мирзоев играл в оркестре Бакинской филармонии, а с 1954 по 1981 год был солистом оркестра Азербайджанского театра оперы и балета. Преподавал в музыкальных школах, училище и консерватории.
В 1982 году Мирзоеву было присвоено звание Заслуженного артиста Азербайджанской ССР.